# شیخ مشهد
شیخ مشهد (به ازبکی: Shixmashhad) یک منطقهٔ مسکونی در ازبکستان است که در خوارزم واقع شده‌است.